# Bodyjar
Bodyjar es una banda de pop punk australiana formado en 1990. Empezaron a actuar bajo el nombre Bodyjar en el año 1994; sus nombres anteriores incluyeron Damnation (1990–91) y Helium (1992–93). Bajo este último nombre, publicaron el álbum, You Can't Hold Me Down, en octubre de 1992. La formación original de Bodyjar  estaba compuesta por Cameron Baines a la voz y la guitarra; Ben Petterson a la voz y la guitarra; Grant Relf a la voz y el bajo; y Charles Zerafa a la batería. En el año 1995 Ross Hetherington, antiguo miembro de Bastard Squad, Swamp Rats sustituyó a Charles Zerafa a batería. En 1999 Tom Read sustituyó a Ben Petterson a la guitarra y en 2004 Ross Hetherington dejó paso a Shane Wakker a la batería.
Bodyjar editó seis álbumes de estudio, Take a Look Inside (1994), Rimshot! (1996), No Touch Red (1998), How It Works (2000), Plastic Skies (2002) y Bodyjar (2005), antes de que separarse en el mes de septiembre de 2009. Después de un hiato volvieron a juntarse en marzo de 2012, susiguiente álbum, Role Model, apareció el 18 de octubre de 2013, junto con las correspondientes fechas de la gira de conciertos.

## Historia

### 1990 - 1993: Damnation y Helium
En el año 1990 los futuros miembros de Bodyjar formaron en Melbourne, un grupo de rock llamado Damnation, con Cameron Baines cómo voz y guitarra, Ben Petterson cómo voz y guitarra, Grant Relf en el bajo y Charles Zerafa a la batería. Cameron Baines, Ben Petterson y Grant Relf crecieron en un suburbio de Melbourne llamado Vermont, donde también asistieron a  las mismas escuelas primarias. Damnation grabó dos demos, Demo y Grow, antes de cambiar su nombre a Helium en el año 1992, como grupo de pop punk.
Helium publicó una demo llamada, Bodyjar, en el año 1992 a la que siguió el álbum, nYou Can't Hold Me Down, publicado por Shagpile Records en octubre de ese mismo año. Este álbum fue coproducido por la banda junto con Phil Rosa (de Nursery Crimes) en Argenteuil Studios, Richmond. En el año 1994 Helium cambió su nombre de nuevo, a Bodyjar, como banda de punk rock.

### 1994: Álbum de estudio de debut,Take a Look Inside
La formación de Bodyjar, compuesta por Cameron Baines, Ben Petterson, Grant Relf y Charles Zerafa, grabó su álbum de estudio Take a Look Inside en los estudios Sing Sing de Melbourne. Fue coproducido por Bill Stevenson y Stephen Egerton, de la banda estadounidense All, en el mes de marzo de 1994. En agosto de 1994 dieron su primer concierto, como Bodyjar, en el Great Britain Hotel, Richmond. Ese mismo mes se publicó un extended play de cinco temas, Time to Grow Up. Take a Look Inside se publicó en septiembre por Shagpile Records y fue distribuido por Shock Records Según se recoge el sitio web de Howlspace Ed Nimmervoll "Con la ayuda de fanzines de punk y mediante la realización de conciertos para todas las edades en pubs, Bodyjar logró construir una formidable reputación a pesar del grunge". También en 1994, telonearon a NOFX en el Prince of Wales en St. Kilda, con el proyecto paralelo de Wally Meanie, Even, y One Inch Punch (más tarde Mid-Youth Crisis).

### 1995 - 1997:Rimshot! yNo Touch Red
En 1995 Charles Zerafa fue reemplazado por Ross Hetherington, antiguo miembro de "hardcore punk outfits", Bastard Squad y Swamp Rats, en la batería. El grupo co-lideró una gira  nacional con Pennywise y Blink-182 durante el mes diciembre de ese mismo año. La banda teloneó a No Fun at All ya  Face to Face en sus giras por Japón (octubre de 1995), Canadá, Europa (marzo de 1996) y Estados Unidos (abril de 1997). En sus girsa por Europa y por EE. UU. poromocionaron su próximo álbum, Rimshot! (febrero de 1996). Grabado en el mes de septiembre de 1995: el grupo coprodujo el álbum junto con Kaj Dahlstrom  (The Bo-Weevils, Nursery Crimes) y fue lanzado al mercado en EE. UU. el 3 de septiembre de 1996.
El tercer álbum de Bodyjar, No Touch Red, fue grabado en 12 días durante el año 1996 en Montreal.

### 1998 - 2002How it WorksyPlastic Skies
Ben Pettersson abandonó la banda en 1999, al finalizar el festival Big Day Out. Ante una inminente ruptura, la banda incorporó a Read, antiguo miembro del grupo 180 Discord, a la formación. Aquel año Bodyjar firmó un contrato con EMI/Capitol, completando 33 demos para su próximo lanzamiento. Aunque Bodyjar ha sido un grupo independiente durante la mayoría de su carrera, lanzó dos álbumes de estudio para EMI/Capito a principios del 2000. El primer álbum para una discográfica importante fue, How It Works, producido por Kalju Tonuma, alcanzó el top 20 en las listas ARIAnet australianas de álbumes del año 2000 y consiguió ventas de oro conseguido (35,000 copias). El álbum primer sencillo, "Not the Same", era también presentado en una campaña publicitaria de Pepsi y utilizado en los videojuegos Tony Hawk's Pro Skater 3 y MX Superfly.
Después de un segundo álbum para un discográfica importante, Plastic Skies y del retrospectivo Jarchives, que contiene material nuevo e inédito, Bodyjar no consigue reproducir el éxito de How It Works y regresa a su anterior discográfica, Shock Records.

### 2003 - 2009: Álbum homónimo y disolución
En el año 2005 publicaron un álbum homónimo después de que Ross Hetherington dejara la banda en mayo de 2004 mientras estaba de gira con The Offspring. Durante el resto de la gira, Hetherington fue sustituido temporalmente por Gordy Forman, del grupo punk australiano Frenzal Rhomb. El puesto lo ocupó Shane Wakker, exmiembro de la banda Channel 3, que fue nombrado betería permanente del grupo ese mismo año.
A pesar de que su apogeo comercial parece haber quedado atrás, Bodyjar siguió siendo una atracción importante en el circuito para todas las edades en Australia, y continuó haciendo giras y tocando en festivales. También se han reeditado selecciones de su discografía para los mercados estadounidense y japonés, donde han consolidado sus directo.
El 10 de enero de 2008, la banda dijo que un nuevo álbum "parece estar perfilándose para finales de año". Sin embargo, el 4 de septiembre de 2009, la banda anunció que dejaría de tocar tras su gira de despedida. La banda se reformó para un único concierto en abril de 2011 en el Royal Artillery Hotel (The Arthouse).

### 2012: Reunión
Bodyjar se reunió en marzo de 2012 para tocar el álbum No Touch Red en su totalidad en el Corner Hotel de Melbourne, junto con las bandas One Dollar Short, Antiskeptic and Game Over. En relación con el concierto, el bajista Grant Relf remarcó, "Cuándo un amigo bueno de Bodyjar dice  que quiere crear una discográfica  y lanzar al mercado uno de nuestros álbumes más antiguo y encima en vinilo, no tienes que pensar durante demasiado tiempola respuesta. En su momento, No Touch Red fue un gran éxito y ahí sigue con el paso de los años, así que yo dije editemos el vinilo y hagamos un concierto.

### 2013 – 2016:Role Model
A partir de febrero de 2013, Bodyjar actuó como telonero de varias bandas de gira por Australia, como The Descendents. Tom Read explicó en una entrevista realizada en octubre de 2013 que, tras la gira con  The Descendents, la banda tenía "algo de dinero en el banco" y decidió utilizarlo para escribir y grabar un nuevo álbum: "Sólo hemos pensamos en escribir algunas canciones y si son lo suficientemente buenas poder grabarlas y si no lo son, supongo que podemos gastarnos ese dinero en cerveza. Pero salieron muy bien".
Satisfechos con las nuevas canciones, la banda anunció el lanzamiento de un nuevo disco, Role Model, que es su primera colección de material nuevo en ocho años. El primer sencillo, "Fairytales", se estrenó el 12 de septiembre de 2013. Antes del lanzamiento del álbum Role Model, Tom Read explicó la motivación que subyace en el álbum:

... acabábamos de terminar la gira No Touch Red y tuve una conversación con Grant Relf sobre escribir un álbum rápido, haciendo lo que se nos da bien y dejando de joder con canciones más lentas y grandes riffs de rock. Simplemente hacer lo que es natural y escribir para nosotros de nuevo. Hay mucho énfasis en divertirse esta vez, creo que eso se ha reflejado en el disco. "Deja de recrearte en tu mismo y diviértete"
Tom Read también explicó que Tom Larkin del grupo neozelandés Shihad produjo el álbum en sus estudios, situados en Brunswick, Melbourne, Australia.  Para el proceso de grabación, el grupo tomó como referencia para la producción de sonido a grupos cómo Refused, Foo Fighters y Starmarket. Joey Cape, cantante del grupo [[Lagwagon]] y Ahren Stringe bajista del grupo The Amity Affliction, contribuyeron con voces al álbum, mientras que Stephen Egerton de The Descendents aportó un solo de guitarra al álbum.
La discográfica independiente australiana UNFD lanzó Role Model el 18 de octubre de 2013, y se pusieron a la venta paquetes que incluían una tabla de skateboard, una camiseta. Cameron Baines contrató a la empresa de diseño holandesa ATTAK para crear el material gráfico del álbum.

### 2017 - Actualidad:Terra FirmayNew Rituals
El 13 de octubre de 2017 la banda publicó un nuevo EP llamado, Terra Firma en vinilo de tres colores limitado a 100 copias de cada color.
Bodyjar fue una de las primeras bandas en regresar a los espectáculos en directo después del periodo de confinamiento de COVID en Melbourne. La banda regresó en enero de 2021 con un espectáculo en 170 Russell.
El 1 de diciembre de 2021, Bodyjar anunció la grabación de su octavo álbum de estudio New Rituals, publicado el 4 de febrero de 2022; 9 años después de su último álbum de estudio Role Model. El periodo de grabación de New Rituals tuvo lugar a lo largo de 2020 y 2021, un proceso continuamente retrasado por los numerosos convinamientos por COVID en Melbourne.

## Proyectos paralelos
A principios del año 2007, Cameron Baines y Shane Wakker lanzaron un proyecto paralelo llamó Cola Wars, un apodo que Cameron Baines ha utilizado para varios proyectos desde 1999. El resto del grupo está formado por Mark Brunott (Automan, The Volume10 y Steelbirds) y Mikey Juler (For Amusement Only).  El grupo  ha jugado con otros seudónimos, como "Daughters of the Rich" y "William Shatner's Dacks.
El proyecto en paralelo de Read y Relfs se llama Burn The City, el cual también incluye un miembro anterior de banda australiana One Dollar Short.

## Vidas personales
Shane Wakker es de la ciudad victoriana de Moe. Cameron Baines se casó con su novia Regan en abril del 2012.
Desde el año 2016, Cameron Baines opera una tienda local en Greensborough, donde vende monopatines y equipamiento, música, y ropa.

## Miembros

### Miembros actuales
- Cameron Baines - Voz y guitarra (1990 - 2009, 2012 - Actualidad)
- Tom Lee - Guitarra y voz (1999 - 2009, 2012 - Actualidad)
- Shane Wakker - Batería y voz (2004 - 2009, 2012 - Actualidad)
- Nick Manuell - Bajo y voz (2019 - Actualidad)

### Miembros pasados
- Ben Pettersson - Voz y guitarra (1990-1999)
- Grant Relf - Bajo y voz (1990–2009, 2012–2019)
- Charles Zerafa - Batería (1990–1995)
- Ross Hetherington - Batería (1995–2004)

## Discografía

### Álbumes de estudio
| Título                 | Detalles de álbum                                                                          | Puesto |
| Título                 | Detalles de álbum                                                                          | AUS    |
| ---------------------- | ------------------------------------------------------------------------------------------ | ------ |
| You Can't Hold Me Down | - Editado: 1993 - Discográfica: Shagpile (SHAGCD 2016) - Formato: CD                       | -      |
| Take a Look Inside     | - Editado: 1994 - Discográfica: Shagpile (SHAGCD 2020) - Formato: CD                       | -      |
| Rimshot!               | - Editado: 1996 - Discográfica: Shagpile (SHAGCD 2028) - Formato: CD                       | -      |
| No Touch Red           | - Editado: 1998 - Discográfica: Shagpile (SHAGCD 2040) - Formato: CD                       | -      |
| How It Works           | - Editado: 2000 - Discográfica: EMI (5289142) - Formato: CD                                | 19     |
| Plastic Skies          | - Editado: 2002 - Discográfica: EMI (5397912) - Formato: CD                                | 37     |
| Bodyjar                | - Editado: 2005 - Discográfica: Shock (JAR05) - Formato: CD                                | 47     |
| Role Model             | - Editado: 2013 - Discográfica: We Are Unified (UNFD035) (UNFD035) - Formato: CD, Descarga | 30     |
| New Rituals            | - Editado: 2022 - Discográfica: Pile of Sand - Formato: CD, LP, Descarga                   |        |

### Álbumes en directo
| Título          | Detalles de álbum                                                                                             |
| --------------- | --- |
| Es Vivo         | - Editado: 2007 - Discográfica: Shock (JAR07) - Formato: CD, descarga Digital                                 |
| El Fin Es Ahora | - Liberado: 2009 - Discográfica: El Hola-Fi Vivo (THEHIFI005) - Formato: CD, Digital - Nota: edición limitada |

### Álbumes recopilatorios
| Título                         | Detalles de álbum                                                                    |
| ------------------------------ | ------------------------------------------------------------------------------------ |
| Singles and Stuff              | - Editado: 1999 - Discográfica: Shagpile/Shock Records (SHAGCD 2044) - Formato: CD   |
| Jarchives: 10 Years of Bodyjar | - Editado: 2003 - Discográfica: EMI/ Capitol (5958712) - Formato: CD                 |
| Time To Grow Up                | - Editado: 2004 (Sólo Brasil) - Discográfica: Tronador Música (TMSS14) - Formato: CD |

### Extended Plays
| Título                             | EP Detalles                                                                              |
| ---------------------------------- | ---------------------------------------------------------------------------------------- |
| Time to Grow Up                    | - Editado: 1994 - Discográfica: Shagpile (SHAGCD 7010) - Formato: CD                     |
| Gee And Al / Do Not Do             | - Editado: 1995 - Discográfica: Shagpile (SHAGCD 7014) - Formato: CD                     |
| Strange Harvest                    | - Editado: August 1997 - Discográfica: Shagpile (SHAGCD7028) - Formato: CD               |
| You Got Me a Girls Bike You Idiot! | - Editado: 2001 - Discográfica: EMI Music(CDRP634) - Formato: CD                         |
| Terra Firma                        | - Editado: 2017 - Discográfica: We Are Unified (UNFD101) - Formato: CD, descarga digital |

### Sencillos
| Año  | Título                   | Puesto | Álbum                           |
| Año  | Título                   | AUS    | Álbum                           |
| ---- | ------------------------ | ------ | ------------------------------- |
| 1994 | "Time To Grow Up"        | -      | Take a Look Inside              |
| 1996 | "Glossy Books"           | -      | Rimshot                         |
| 1998 | "Remote Controller"      | -      | No Touch Red                    |
| 1998 | "Return to Zero"         | -      | No Touch Red                    |
| 1999 | "A Hazy Shade of Winter" | -      | Singles and Stuff               |
| 2000 | "Not the Same"           | 69     | How It Works                    |
| 2000 | "Fall to the Ground"     | 56     | How It Works                    |
| 2001 | "Feed It"                | 60     | How It Works                    |
| 2001 | "Five Minutes Away"      | -      | How It Works                    |
| 2002 | "Is It a Lie"            | 56     | Plastic Skies                   |
| 2002 | "One in a Million"       | 65     | Plastic Skies                   |
| 2002 | "Feel Better"            | -      | Plastic Skies                   |
| 2003 | "Too Drunk to Drive"     | -      | Plastic Skies                   |
| 2003 | "17 Years"               | -      | Jarchives (10 Years of Bodyjar) |
| 2005 | "Lights Out"             | 78     | Bodyjar                         |
| 2013 | "Fairytales"             | -      | Role Model                      |
| 2013 | "Hope Was Leaving"       | -      | Role Model                      |
| 2017 | "Terra Firma"            | -      | Terra Firma                     |
| 2020 | "Big Shot"               | -      | New Rituals                     |
| 2021 | "Get Out Of My Head"     | -      | New Rituals                     |
| 2021 | "Rain"                   | -      | New Rituals                     |